# Ценін-Косьцельни
Ценін-Косьцельни (пол. Cienin Kościelny) — село в Польщі, у гміні Слупца Слупецького повіту Великопольського воєводства.
Населення — 658 осіб (2011).
У 1975—1998 роках село належало до Конінського воєводства.

## Демографія
Демографічна структура станом на 31 березня 2011 року:
|          | Загалом | Допрацездатний вік | Працездатний вік | Постпрацездатний вік |
| -------- | ------- | ------------------ | ---------------- | -------------------- |
| Чоловіки | 330     | 57                 | 243              | 30                   |
| Жінки    | 328     | 71                 | 184              | 73                   |
| Разом    | 658     | 128                | 427              | 103                  |